# あしたからの恋
『あしたからの恋』（あしたからのこい）は、TBS系列の「木下恵介アワー」（当時：日産自動車一社提供）の第7弾で、進藤英太郎主演の1本として1970年に放送されたテレビドラマである。

## 放送データ
- 放送期間：1970年4月21日 - 11月24日
- 放送日時：毎週火曜日 21:00-21:30
- 放送回数：全32回
- 放送形態：カラーフィルム作品

## 概要
主演は『おやじ太鼓』で頑固親父を演じた進藤英太郎。その妻役を『渡る世間は鬼ばかり』『肝っ玉かあさん』『ありがとう』『女と味噌汁』などホームドラマには欠かせない山岡久乃が演じた。長男は林隆三、長女は尾崎奈々、次女は岡崎友紀。この三人兄妹の恋模様を両親が心配しつつ見つめていくという筋立てである。進藤と山岡の出演していない回が３話ある。全話に出演しているのは大出俊、小坂一也の二人のみ。主題歌を小坂が歌っている。第30回と第32回にゲスト出演したトワ・エ・モワの生演奏がじっくりと聴けるのも見所の一つである。

## あらすじ
東京の下町にある和菓子屋・菊久月の頑固主人の谷口福松には、おっとり気質の愛妻・常子と、26歳の長男を筆頭に3人の子どもたちがいる。それに通いの職人・正三とともに店を切り盛りしている。長男の修一は1年前に福松と店の運営方針で喧嘩して和菓子職人をやめ、同じ商店街でラーメン屋を開店して店に住み込んでいた。ある日、菊久月の看板娘である長女・和枝に一目ぼれした男性の友人だという、研修医の野口直也が店にやってきた。強引な態度の直也の姿勢に勝気な和枝は、あった途端に喧嘩するが、母親の常子は直也を気に入るのだった。直也はたまたま入ったラーメン屋で和枝の兄である修一とも親しくなる。修一は店員に辞められたため、予備校生の妹である次女・桃子に手伝いをさせていたが、直也の紹介で弟である勉をアルバイトとして雇うことになる。和枝と直也は、直也の友人の自殺騒動がきっかけで、付き合うようになる。あえば喧嘩ばかりしている2人だが、やがて結婚を意識するようになる。修一も、同級生で幼馴染の菊久月の隣の文房具屋の長女・トシ子と、恋人未満友人以上の関係でいた。紆余曲折する兄や姉の恋愛関係を尻目に、桃子は勉とちゃっかり付き合いだしていた。

## キャスト
和菓子屋 菊久月 谷口家
- 菊久月店主・谷口福松：進藤英太郎 （第5回、第6回、第29回未出演）
- 谷口常子：山岡久乃（第5回、第6回、第29回未出演）
- 谷口修一(長男 ラーメン屋どさん子の店主)：林隆三（第28回未出演）
- 谷口和枝(長女)：尾崎奈々　(第14回未出演)
- 谷口桃子(次女)：岡崎友紀（第12回、第15回、第27回、第29回～第31回未出演、第32回は電話の声のみの出演）
- 菊久月職人・井沢正三：小坂一也

文具店 中川家
- 中川トシ子：磯村みどり
- 中川文子(トシ子の妹)：東山明美
- 中川ます(トシ子と文子の母)：山田桂子

野口家
- 野口直也 (医者)：大出俊
- 野口勉：あおい輝彦
- 野口正弘（直也と勉の父）：野々村潔
- 石井キク(野口家の住み込み家政婦)：市川寿美礼

- トメ子(修一のラーメン屋の元アルバイト)：丘ゆり子
- 三浦葉子(直也の見合い候補)：范文雀
- 前田新子(正三の見合い候補)：岸ユキ
- 鈴木桂一(直也の友人)：甲田健右
- 青木美子(修一の見合相手）:佐藤曜子
- デュエット(第30回、第32回)：トワ・エ・モワ

## スタッフ
- 企画：木下恵介
- 脚本：楠田芳子
- 演出：木下恵介、川頭義郎、大槻義一、中新井和夫
- 音楽：木下忠司
- プロデューサー：小梶正治
- 制作：松竹、木下恵介プロダクション、TBS

## 主題歌
「あしたからの恋」
作詩・作曲：木下忠司 / 唄：小坂一也